# Tillandsia cyanea
Tillandsia cyanea es una especie de planta epífita dentro del género  Tillandsia, perteneciente a la  familia de las bromeliáceas. Se distribuye por el Ecuador.

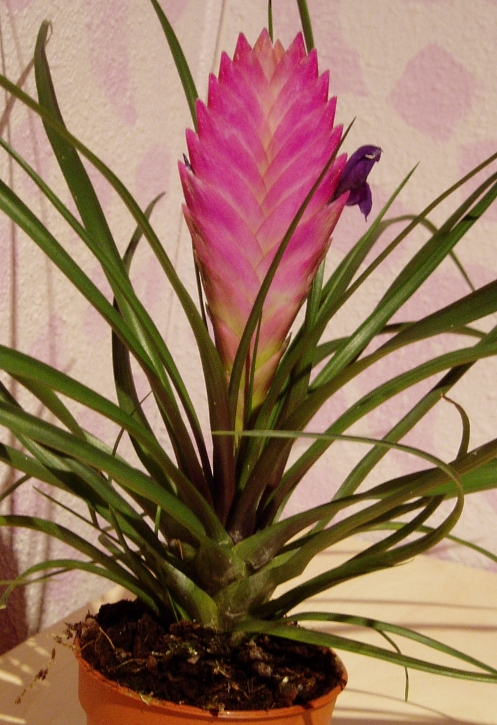
Vista de la planta

## Descripción
Es una de las especies de bromelias más comúnmente cultivadas. El follaje crece en una roseta con hojas recurvadas,  la inflorescencia es un penacho de brácteas de color rosa o rojo a partir de la cual surgen las flores violetas.

## Taxonomía
Tillandsia cyanea fue descrita por Linden ex K.Koch y publicado en Wochenschrift für Gärtnerei und Pflanzenkunde 10: 140. 1867.
Etimología
Tillandsia: nombre genérico que fue nombrado por Carlos Linneo en 1738 en honor al médico y botánico finlandés Dr. Elias Tillandz (originalmente Tillander) (1640-1693).
cyanea: epíteto latíno que significa "de color azul"
Sinonimia
- Phytarrhiza lindenii E.Morren
- Platystachys cyanea (Linden ex K.Koch) K.Koch & Sello
- Tillandsia cyanea var. tricolor (André) L.B.Sm.
- Tillandsia lindenii E.Morren
- Tillandsia lindenii var. tricolor André
- Tillandsia morreniana Regel
- Vriesea lindenii (E.Morren) Lem.[4][5][6]